# Цілеєво
Ціле́єво (рос. Целеево) — присілок у складі Дмитровського міського округу Московської області, Росія.

## Історія
Присілок Цілеєво Вишегородського стану згадується у 1562 році як старовинна вотчина Микити Івановича Ласкирєва.

## Населення
Населення — 439 осіб (2010; 553 у 2002).
Національний склад (станом на 2002 рік):
- росіяни — 94 %